# Горка (Бокситогорское городское поселение)
Горка — деревня в Бокситогорском городском поселении Бокситогорского района Ленинградской области.

## История
На семитопографической карте Новгородской губернии 1847 года упоминаются деревни Кузьмина Горка и Максимова Горка.

КУЗЬМИНА-ГОРКА — деревни Синецкого общества, прихода села Сенно. 

Крестьянских дворов — 9. Строений — 25, в том числе жилых — 15.

Число жителей по семейным спискам 1879 г.: 33 м. п., 20 ж. п.; по приходским сведениям 1879 г.: 31 м. п., 25 ж. п.

СИНЕЦКАЯ-ГОРКА — деревни Синецкого общества, прихода села Сенно. 

Крестьянских дворов — 6. Строений — 26, в том числе жилых — 9. 

Число жителей по семейным спискам 1879 г.: 10 м. п., 14 ж. п.; по приходским сведениям 1879 г. учитываются вместе с деревней Максимова-Горка: 23 м. п., 21 ж. п.

В конце XIX — начале XX века деревня административно относилась к Обринской волости 5-го земского участка 3-го стана Тихвинского уезда Новгородской губернии.

КУЗЬМИНА ГОРА — деревня Синецкого общества, дворов — 11, жилых домов — 16, число жителей: 39 м. п., 34 ж. п.
 
Занятия жителей — земледелие. Колодец. Часовня, хлебозапасный магазин. 

СИНЕЦКАЯ ГОРКА — деревня Синецкого общества, дворов — 6, жилых домов — 12, число жителей: 15 м. п., 18 ж. п.
 
Занятия жителей — земледелие, продажа извести. Ручей и колодец. Смежна с деревней Максимова Гора. 
 
МАКСИМОВА ГОРА (БОЛЬШАЯ ГОРА) — деревня Синецкого общества, дворов — 5, жилых домов — 8, число жителей: 13 м. п., 14 ж. п.
 
Занятия жителей — земледелие. Колодец. Часовня. Смежна с деревней Синецкая Горка. (1910 год)

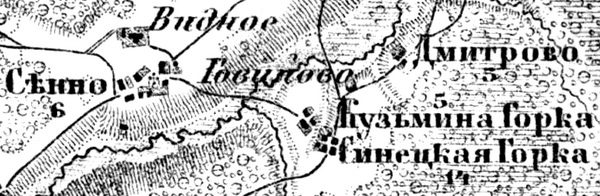
Деревня Горка на карте 1913 года

Согласно карте Новгородской губернии 1913 года деревня состояла из двух частей: Кузьмина Горка, которая насчитывала 5 крестьянских дворов и Синецкая Горка, которая состояла из 14 дворов.
С 1917 по 1918 год деревни Большая Горка и Малая Горка входили в состав Обринской волости Тихвинского уезда Новгородской губернии.
С 1918 года в составе Череповецкой губернии.
С 1924 года в составе Пикалёвской волости.
С 1927 года в составе Сенновского сельсовета Пикалёвского района.
С 1928 года в составе Сенновского сельсовета.
С 1932 года в составе Тихвинского района. Согласно карте Ленинградской области Северо-западного аэрогеодезического треста ГГУ издания 1932 года деревни Большая Горка и Малая Горка насчитывали по 11 крестьянских дворов, в каждой деревне была своя водяная мельница.
По данным 1933 года  деревня состояла из двух частей Большая Горка и Малая Горка и входила в состав Сенновского сельсовета Тихвинского района.
В 1939 году население деревень составляло 205 человек.
С 1952 года в составе Бокситогорского района.
С 1 января 1955 года деревни Большая Горка и Малая Горка учитываются областными административными данными, как единая деревня Горка в составе Сенновского сельсовета Бокситогорского района.
С 1960 года в составе Борского сельсовета.
С 1963 года вновь в составе Тихвинского района.
С 1965 года вновь в составе Бокситогорского района. В 1965 году население деревни составляло 136 человек.
По данным 1966, 1973 и 1990 годов деревня Горка также входила в состав Борского сельсовета.
В 1997 году в деревне Горка Борской волости проживали 4 человека, в 2002 году — 11 человек (все русские).
В 2007 году в деревне Горка Бокситогорского ГП проживали 10 человек, в 2010 году — 9.

## География
Деревня расположена в северо-западной части района к востоку от автодороги 41К-039 (Бокситогорск — Батьково).
Расстояние до административного центра поселения — 7 км.
Расстояние до ближайшей железнодорожной станции Известковая, на ведомственной железнодорожной линии Большой Двор — Бокситогорск, колеи 1520 мм — 2 км.
Деревня находится на правом берегу реки Нижница.

## Демография
| 1997 | 2002 | 2007 | 2010 | 2017 |
| ---- | ---- | ---- | ---- | ---- |
| 4    | ↗11  | ↘10  | ↘9   | ↗17  |

### Национальный состав
Согласно данным Всероссийской переписи населения 2021 года в деревне проживали 13 человек, все русские.